# Tarachodula pantherina
Tarachodula pantherina es una especie de mantis de la familia Tarachodidae.

## Distribución geográfica
Se encuentra en Etiopía, Kenia y Somalia.